# NGC 5577
NGC 5577 is een spiraalvormig sterrenstelsel in het sterrenbeeld Maagd. Het hemelobject werd op 26 april 1849 ontdekt door Johnstone Stoney, assistent van de Ierse astronoom William Parsons.

## Synoniemen
- UGC 9187
- MCG 1-37-9
- ZWG 47.22
- IRAS 14187+0339
- PGC 51286